# Beselga (Penedono)
Beselga is een plaats (freguesia) in de Portugese gemeente Penedono en telt 354 inwoners (2001).

## Andere plaatsen behorend tot de gemeente Penedono
- Antas
- Castainço
- Granja
- Ourozinho
- Penedono
- Penela da Beira
- Póvoa de Penela
- Souto